# Aristides Francisco Garnier
Aristides Francisco Garnier (Gênes, França, 16 de maio de 1809 – 14 de julho de 1878) foi um médico brasileiro nascido na França. Doutorado pela Faculdade de Medicina de Montpellier em 1828. Foi eleito membro da Academia Nacional de Medicina em 1859, com o número acadêmico 79, na presidências de Manuel Feliciano Pereira de Carvalho.